# Swiri
Swiri (Hangul: 쉬리) – południowokoreański film akcji w reżyserii Kanga Je-gyu, którego premiera odbyła się 13 lutego 1999 roku.

## Fabuła
Informator Ryu i Lee – agentów specjalnych tajnego wywiadu rządowego Korei Południowej – zostaje zastrzelony na ulicy przez snajpera. Hee (jedna z najlepszych zabójczyń z Korei Północnej) jest podejrzewana przez Ryu o zaangażowanie w morderstwo. Agenci rozpoczynają śledztwo w sprawie śmierci informatora. W trakcie ich badań paramilitarny oddział z Korei Północnej kradnie nową bombę chemiczną znaną jako CTX.

## Obsada
Źródło: Filmweb

- Park Yong-woo
- Johnny Kim – Jung Dae-ho
- Song Kang-ho – Lee Jang-gil
- Kim Yoon-jin – Lee Myung-hyun
- Choi Min-sik – Park Mu-young
- Han Suk-kyu – Yu Jong-won
- Kim Su-ro
- Jang Hyun-sung

## Nagrody i nominacje
Źródło: Internet Movie Database
| Rok  | Miejsce                              | Nagroda                              | Kategoria         | Odbiorcy i nominowani | Wynik     |
| ---- | ------------------------------------ | ------------------------------------ | ----------------- | --------------------- | --------- |
| 1999 | Grand Bell Awards                    | Grand Bell Award                     | Best New Actress  | Kim Yoon-jin          | Wygrana   |
| 1999 | Asia Pacific Film Festival           | Best Editing                         |                   | Park Gok-ji           | Wygrana   |
| 1999 | Asia Pacific Film Festival           | Special Jury Award                   |                   | Kang Je-gyu           | Wygrana   |
| 1999 | Asia Pacific Film Festival           | Best Film                            |                   | Byun Moo-rim          | Nominacja |
| 2001 | Nagrody Japońskiej Akademii Filmowej | Nagroda Japońskiej Akademii Filmowej | Best Foreign Film |                       | Nominacja |